# Самобалансирајуће бинарно стабло претраге
У рачунарству, само-балансирајуће бинарно стабло претраге је свако бинарно стабло претраге које је засновано на чворовима и које аутоматски одржава своју висину након нових уметања и брисања.
Ова структура ефикасно омогућава имплементацију променљиво распоређених листа, и може се користити за другу апстрактну структуру података као што је асоцијативни низ, редни приоритети и сет.

## Преглед
Већина операција над бинарним стаблом претраге(БСП) је временски директно сразмерна висини стабла, тако да је пожељно висину одржавати што мањом. Бинарно стабло са висином h може да садржи највише 20+21+···+2h = 2h+1−1 чворова. Следи да за дрво са n чворова и h висина:
{\displaystyle n\leq 2^{h+1}-1}
Што подразумева:
{\displaystyle h\geq \lceil \log _{2}(n+1)-1\rceil \geq \lfloor \log _{2}n\rfloor }.
Другим речима, најмања висина дрвета од n чворова је log2(n), спратне и ћелијске функције; које су, {\displaystyle \lfloor \log _{2}n\rfloor }:.
Иначе, најједноставнији алгоритам БСП уметањем података може да носи стабло висине n у радије општим ситуацијама. На пример, када су подаци уметани у сротирани примарни кључ, стабло се дегенерише у повезану листу са n чворова. Разлика у преформансама између две ситуације може бити огромна: за n=1,000,000, на пример, минимална висина је {\displaystyle \lfloor \log _{2}(n)\rfloor =19}.
Ако су подаци познати пре времена, висина се може одржати малом, у просечном смислу, додавањем вредности у насумичном поретку, резултујући у произвољно бинарно стабло претраге. Како било, има много ситуација(као што су мрежни алгоритми) где ова насумичност није одржива.
Само-балансирајуће бинарно стабло решава овај проблем изводећи трансформације над стаблом(као што су ротација стабла на књичним местима) да би задржала пропорцијоналну висину log2(n).
Одржавајучи висину на најмањој вредности {\displaystyle \lfloor \log _{2}(n)\rfloor } није увек могуће; може бити доказано да сваки алгоритам уметања који то ради би имао прекомерно рачунање. Тиме, већина само-балансирајућих БСП алгоритама одржава висину у оквиру константног фактора доње границе.
У асимптотском смислу (Велико О), само-балансирајуће БСП структура садржавајући n података дозвољава проналажења, уметања, и уклањања података O(log n), најгори случај, и обилазак стабла свих чланова O(n) времена. За неке имплементације ово је граница пре-операционог времена, док за неке су амортизација граница преко низа операција. Ова времена су асимптотски оптимална међу свим структурама података које манипулишу кључем кроз поређења.

## Имплементације
Популарна структура података која имплементира овај тип стабла укључује:
- AA стабло
- АВЛ-стабло
- Црвено-црно стабло
- Жртвени-јарац стабло
- Угао стабло
- Треп

## Апликације
Само-балансирајућа бинарна стабла претраге могу бити коришћена на природан начин да конструјиши и одржавају листе, као што је редни приоритет. Такође могу бити коришћена за асоцијативни низ, кључним парововима је да једноставно буду уметнути са наручењем засновано само на кључу. У том својству, само-балансирајуће БСП има доста врлина и мана над главним конкурентом, хеш табела. Једна предност само-балансирајућег БСП је та да дозвољава брзо (свакако, симптотски оптимално) енумерациу података у кључном поретку, што хеш табеле не пружају. Једна мана је та да њихови алгоритми претраге бива доста компликован кад постоји висе података са истим кључем. Само-балансирајуће БСП има боље горе-случајеве преформансе претраге него хеш табела (O(log n) у односу на O(n)), али има гори просечан-случај преформансе (O(log n) у односу на O(1)).
Само-балансирајуће БСП може бити корипћено да имплементира било који алгоритам који захтева requires променљиве листе, да би постигли оптимални најгори-случај асимптотске преформансе. На пример, ако Сортирање уз помоћ бинарног стабла је имплементирано са само-балансирајућим БСП-ом, имамо врло лако описив ипак асимптотски оптималан O(n log n) сортирајући алгоритам. Слично, многи алгоритми у рачунарској геометрији искоришћавају варијације над само-балансирајућим БСН-ом да реше проблеме као што су раскрснице дужи проблем и локације тачака ефикасно. (За просечан-случај преформанси, како год, само-балансирајуће БСП може да буде мање ефикасно од осталих солуција. Сортирање бинарног стабла, у пракси, вероватно ће бити спорије сортирање спајањем, квиксорт, or хипсорт, због стабло-балаансирајућег рачунања а такође и због кеш приступа.
Само-балансирајућа БСП су флексибилне структуре података, у томе им је и лаксе да се прошире на ефикасније снимање података или извршавање нових операција. На пример, један може да сними одређен број чворова у сваком подстаблу имајући одређене особине, дозвољавајући једном да броји чворове у одређеном кључном растојању са тим особинама у O(log n) времену. Ови наставци могу бити коришћени, на пример, да оптимизују упите базе података или друге алгоритме за обраду листа.